# Chiloglanis lukugae
Chiloglanis lukugae е вид лъчеперка от семейство Mochokidae.

## Разпространение
Видът е разпространен в Ангола, Бурунди, Демократична република Конго и Танзания.